# Stranded (Agnes)
Stranded è un singolo della cantante svedese Agnes, pubblicato nel 2006 ed estratto dal primo dall'album d'esordio dell'artista, l'eponimo Agnes.

## Tracce
- CD

1. Stranded - 3:17
2. Stranded (Instrumental) - 3:17